# Centre Sheraton
Le Centre Sheraton est un gratte-ciel abritant un des plus importants hôtels de Montréal avec ses 825 chambres. Il a été complété en 1982 et s'élève à une hauteur de 118 mètres sur 38 étages. L’hôtel fut construit par le groupe ARCOP (en). La vocation hôtelière et le nom du bâtiment sont les mêmes depuis la construction.
Le Centre Sheraton est situé au 1201 Boulevard René-Lévesque ouest, à côté de la Tour CIBC (au 1155 Boulevard René-Lévesque Ouest).
Sa hauteur le situe à la 24e place parmi les bâtiments les plus élevés de Montréal.